# Sarcodraba subterranea
Sarcodraba subterranea är en korsblommig växtart som först beskrevs av Carlos Luis Spegazzini och Otto Eugen Schulz, och fick sitt nu gällande namn av Otto Eugen Schulz. Sarcodraba subterranea ingår i släktet Sarcodraba och familjen korsblommiga växter. Inga underarter finns listade i Catalogue of Life.